# ベン岩礁

ブーベ島の地図。

ベン岩礁（ベンがんしょう、ノルウェー語: Bennskjera、英語: Benn Skerries）は、南大西洋に浮かぶノルウェー領ブーベ島の西にある岩礁。ベン岩礁はノルベギア岬の西にある。